# Minecraft
Minecraft – komputerowa gra survivalowa z otwartym światem stworzona przez Markusa Perssona i rozwijana przez Mojang Studios. Minecraft pozwala graczom na budowanie i niszczenie obiektów położonych w losowo generowanym świecie gry. Gracz może atakować napotkane istoty, zbierać surowce czy wytwarzać przedmioty.
Pierwsza publiczna testowa wersja gry została wydana 17 maja 2009 roku, natomiast pełna wersja ukazała się 18 listopada 2011 roku na komputery osobiste. Następnie wydano wersje na konsole i platformy mobilne. Jeszcze przed oficjalną premierą gra zdobyła popularność i wiele nagród. Co roku odbywa się konwent fanów gry – Minecon. Sukces gry spowodował, że zaczęto sprzedawać związane z nią przedmioty np. książki, zabawki, tematyczne klocki Lego.

## Rozgrywka
Minecraft jest grą bez określonych celów, jednak bardzo ważne jest przetrwanie. Gracze mają nieograniczone możliwości w eksplorowaniu i modyfikowaniu świata. Dostępne są również osiągnięcia (ang. achievements, w wersji 1.12 zastąpiono je systemem postępów – ang. advancements). Widok w grze jest przedstawiony domyślnie z perspektywy pierwszej osoby, ale istnieje możliwość zmiany na widok trzecioosobowy. Ideą Minecrafta jest budowanie i niszczenie konstrukcji składających się z klocków. Świat gry zbudowany jest z obiektów 3D, głównie sześcianów, ułożonych w stałej strukturze siatki reprezentujących różne elementy: trawę, ziemię, kamień, drewno, lawę czy wodę. Gracz może je rozbijać, a następnie tworzyć z nich inne klocki lub przedmioty. Pomimo tego, że gracze mogą poruszać się bez żadnych przeszkód po świecie, to obiekty muszą być umieszczane w trójwymiarowej siatce. Jedynym ograniczeniem w tworzeniu jest tylko wyobraźnia graczy.
Po rozpoczęciu gry, bohater zostaje umieszczony w stale rozwijającym się i niemal nieograniczonym wirtualnym świecie, który podzielony jest na biomy. Gracz może przemierzać tereny gry składające się z nizin, gór, lasów, jaskiń czy różnych zbiorników wodnych. Czas w grze opiera się na cyklu dnia i nocy, trwającym około 20 prawdziwych minut. Podczas swojej wędrówki gracz może spotkać różnorodnych bohaterów niezależnych, zwanych mobami, włączając w to zwierzęta, osadników i potwory. Na pasywne stworzenia – takie jak krowy, świnie czy kurczaki – można polować, aby zdobyć jedzenie i materiały. Pojawiają się one w dzień. Dla kontrastu, stworzenia wrogie, takie jak pająki, creepery, szkielety czy zombie, pojawiają się w nocy lub w ciemnych miejscach, jak na przykład jaskinie.
Świat gry jest tworzony na bieżąco podczas jego eksplorowania, używając ziarna, które otrzymuje się z aktualnej godziny zegara systemowego, jeżeli gracz nie podał własnego.
Choć istnieją ograniczenia w przemieszczaniu w górę i dół, to Minecraft pozwala na niemal nieskończoną długość i szerokość mapy. Gra pozwala na to, dzieląc świat na mniejsze części nazywane chunkami, które są tworzone lub wczytywane tylko wtedy, gdy gracz jest w pobliżu nich.
Fizyka w Minecrafcie jest często przez krytyków określana jako nierealistyczna. Nie wpływa ona na większość trwałych klocków w grze.
Minecraft, oprócz głównego świata, oferuje jeszcze dwa wymiary: Nether i End (nazywany też Kresem). Nether to wymiar podobny do piekła, do którego gracz może się dostać przez portal. Znajduje się tam wiele unikatowych materiałów niemożliwych do zdobycia nigdzie indziej, a także może być użyty do szybkiego przemieszczania się po normalnym świecie. End jest wymiarem, w którym znajduje się boss nazywany Ender Dragon (pol. Smok Endu/Smok Kresu/Kresosmok). Zabicie go powoduje uruchomienie się portalu do normalnego świata i możliwość odczytania poematu Kresu napisanego przez Juliana Gougha.

### Tryby gry
- kreatywny (ang. creative), skupiający się wyłącznie na budowaniu. Gracz dysponuje nieograniczoną liczbą wszystkich materiałów, pozwalających na dowolne modyfikowanie świata gry, oraz posiada dużą swobodę przemieszczania się (może latać); w trybie tym nie występują elementy surwiwalowe (walka z potworami, wytwarzanie narzędzi, głód itp.); wersja Classic pod względem rozgrywki przypomina tryb Creative, jest ona wczesną wersją rozwojową gry Minecraft (aktualna wersja: 0.30, wyd. 2009).
- przetrwanie (ang. survival), w którym gracz samodzielnie zdobywa materiały, wytwarza narzędzia, broń i inne przedmioty, walczy z potworami (wyjątkiem jest gra na poziomie „pokojowym”, ang. peaceful mode, gdzie te się nie pojawiają), handluje z mieszkańcami wiosek, musi zaspokajać głód i uważać na punkty życia, by nie zginąć (w przypadku śmierci następuje odrodzenie postaci gracza bez posiadanego ekwipunku oraz utrata zdobytego poziomu doświadczenia); dodatkowo w trybie gry wieloosobowej bohater może walczyć z innymi graczami (tzw. PvP);
- hardcore, w którym rozgrywka przebiega identycznie jak w poprzednim trybie, jednak stopień trudności ustawiony jest na najwyższym poziomie, a w przypadku śmierci postaci gracza nie ma możliwości odrodzenia się i świat, na którym grał, zostaje usunięty. Tryb dodany w wersji 1.0.0; w trybie gry wieloosobowej sprowadza się to najczęściej do potyczek między gildiami zrzeszającymi graczy. W przypadku śmierci gracz zostaje czasowo wyłączony z rozgrywki (pot. zbanowany);
- przygoda (ang. adventure), w którym gracz ma ograniczoną możliwość niszczenia i ustawiania klocków, może natomiast używać programowalnych dźwigni, przycisków i innych urządzeń; tryb dostępny od wersji 1.3;
- widz (ang. spectator), tryb przeznaczony do obserwacji świata gry; gracz może się przemieszczać w dowolne miejsce dzięki możliwości latania i przenikania przez klocki, może również patrzeć z perspektywy zwierząt i potworów; nie może on jednak dokonywać interakcji ze światem gry ani go modyfikować; gracz znajdujący się w trybie obserwatora jest widzialny tylko dla graczy obecnych w tym trybie; tryb został wprowadzony do gry w wersji 1.8[39].

Powyższe tryby gry mogą być rozgrywane w trybie jednoosobowym, bądź wieloosobowym (poprzez sieć). W 2013 roku Microsoft uruchomił usługę prostych w obsłudze serwerów gry („Minecraft Realms”), których uruchomienie – w przeciwieństwie do zewnętrznych dostawców – nie wymagało żadnej wiedzy technicznej.

## Produkcja

Pluszowe zabawki stylizowane na klocki z gry na Pyrkonie 2013

Twórca gry Minecraft, Markus Persson, pracował wcześniej nad Wurm Online oraz przez ponad cztery lata jako deweloper gier dla king.com. Rozwój Minecrafta rozpoczął on 10 maja 2009 roku i wkrótce później zrezygnował z pracy dla king.com, aby skoncentrować się na własnym projekcie. Do stworzenia gry zainspirowały go takie tytuły jak Dwarf Fortress (autorstwa Bay 12 Games), Infiniminer (aut. Zachtronics Industries) i Dungeon Keeper (aut. Bullfrog Productions). Po odkryciu gry Infiniminer Persson oświadczył, że właśnie taką grę chce stworzyć. Infiniminer miał ogromny wpływ na styl rozgrywki, której efektem był Minecraft, w tym widzenie z perspektywy pierwszej osoby i charakterystyczny styl wizualny.
Minecraft po raz pierwszy został udostępniony publicznie 17 maja 2009 roku jako wersja, którą później nazwano Classic. Persson z początku pracował na pełny etat w Jalbum.net, ale później pracował w niepełnym wymiarze godzin, aby skupić się na pracy nad Minecraftem. Zgodnie z zapowiedzią twórcy aktualizacje gry, dodające nowe elementy, mają być wydawane tak długo, jak długo gra będzie mieć aktywnych użytkowników.

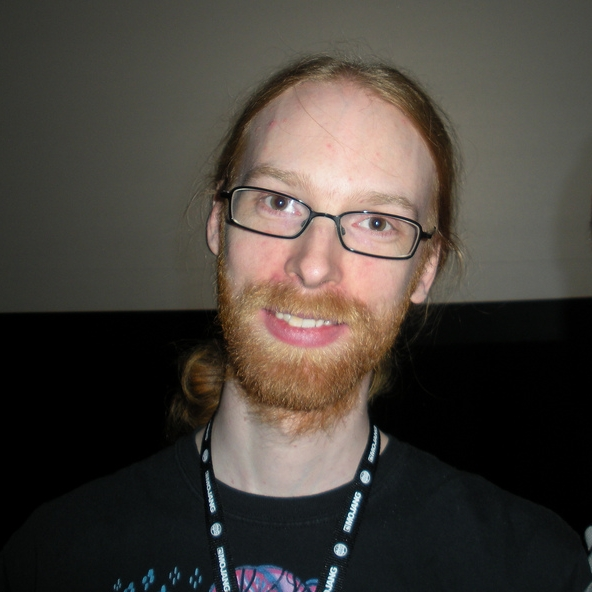
Jens „Jeb” Bergensten na Mineconie w 2011 roku

We wrześniu 2010 roku Persson zapowiedział, że wraz ze znajomym założył własne przedsiębiorstwo, Mojang AB, z pieniędzy zarobionych ze sprzedaży Minecrafta. W 2010 roku Persson zatrudnił w przedsiębiorstwie cztery dodatkowe osoby: Jensa Bergenstena, Daniela Kaplana, Jakoba Porsera oraz Markusa Toivonena. Plany spółki Perssona zostały opóźnione, kiedy jego konto PayPal zostało zamrożone. 20 października 2010 roku strona minecraft.net stała się celem ataku DDoS.
11 grudnia 2010 roku Persson ogłosił na swoim blogu, że Minecraft wejdzie w fazę beta 20 grudnia 2010 roku, a cena wzrośnie do 14,95 euro. Ponadto każdy, kto miał zakupić grę po tej dacie miał nie otrzymać za darmo ewentualnych przyszłych dodatków do gry, jednak wszystkie aktualizacje pozostawały bezpłatne. Na początku 2011 roku Mojang zatrudnił dwóch kolejnych pracowników: Carla Manneha i Tobiasa Möllstama. 7 kwietnia 2011 roku Persson napisał na swoim blogu, że gra wyjdzie z fazy beta 11 listopada 2011 roku, ale nie będzie to gotowy produkt i będzie aktualizowany zarówno przed tą datą, jak i po niej. 11 maja 2011 roku został zapowiedziany Minecon 2011, który odbył się w Las Vegas w dniach 18–19 listopada. Później premiera samej gry została przeniesiona z 11 na 18 listopada tak, by odbyła się ona na Mineconie.
2 grudnia 2011 roku Persson ogłosił, że poprzedniego dnia ustąpił z funkcji głównego programisty Minecrafta, a funkcję tę przejął Jens Bergensten.
W połowie września 2014 roku przedsiębiorstwo Mojang AB zostało zakupione przez Microsoft za kwotę 2,5 mld dolarów amerykańskich. W sierpniu 2016 wydano rozszerzenie gry, umożliwiające wykorzystanie gogli rzeczywistości wirtualnej Oculus Rift, a w kwietniu tego samego roku wersję wykorzystującą sprzęt Samsung Gear VR. 13 września 2017 wydano wersję gry na konsolę New Nintendo 3DS.

### Ścieżka dźwiękowa

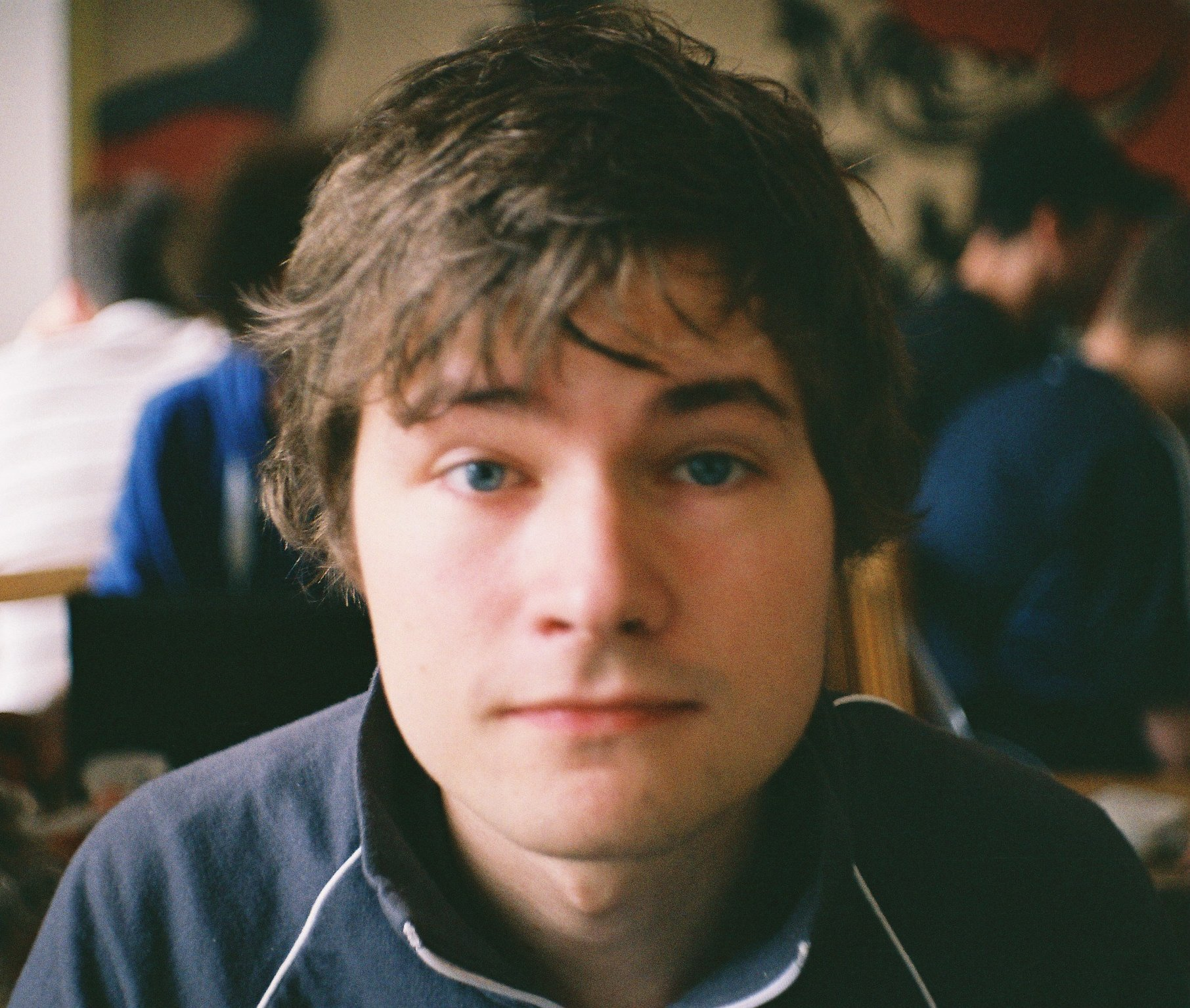
Daniel „C418” Rosenfeld, twórca ścieżki dźwiękowej

Za warstwę audio odpowiadał niemiecki muzyk Daniel „C418” Rosenfeld. 4 marca 2011 roku wydał ścieżkę dźwiękową z gry o tytule Minecraft – Volume Alpha. 9 listopada 2013 wydał drugą płytę Minecraft – Volume Beta z kolejnymi utworami, które zostały dodane do gry od premiery pierwszej płyty. Fizyczna wersja Volume Alpha zawierająca m.in. płyty CD i winylowe została wydana przez wytwórnię Ghostly International 21 sierpnia 2015.
| Lista utworów Volume Alpha | Lista utworów Volume Alpha | Lista utworów Volume Alpha |
| Nr                         | Tytuł utworu               | Długość                    |
| -------------------------- | -------------------------- | -------------------------- |
| 1.                         | „Key”                      | 1:05                       |
| 2.                         | „Door”                     | 1:51                       |
| 3.                         | „Subwoofer Lullaby”        | 3:28                       |
| 4.                         | „Death”                    | 0:41                       |
| 5.                         | „Living Mice”              | 2:57                       |
| 6.                         | „Moog City”                | 2:40                       |
| 7.                         | „Haggstorm”                | 3:24                       |
| 8.                         | „Minecraft”                | 4:14                       |
| 9.                         | „Oxygène”                  | 1:05                       |
| 10.                        | „Équinoxe”                 | 1:54                       |
| 11.                        | „Mice on Venus”            | 4:41                       |
| 12.                        | „Dry Hands”                | 1:08                       |
| 13.                        | „Wet Hands”                | 1:30                       |
| 14.                        | „Clark”                    | 3:11                       |
| 15.                        | „Chris”                    | 1:27                       |
| 16.                        | „Thirteen”                 | 2:56                       |
| 17.                        | „Excuse”                   | 2:04                       |
| 18.                        | „Sweden”                   | 3:35                       |
| 19.                        | „Cat”                      | 3:06                       |
| 20.                        | „Dog”                      | 2:25                       |
| 21.                        | „Danny”                    | 4:14                       |
| 22.                        | „Beginning”                | 1:42                       |
| 23.                        | „Droopy likes ricochet”    | 1:36                       |
| 24.                        | „Droopy likes your face”   | 1:56                       |
|                            |                            | 58:50                      |

## Porty gry

### Konsole
Gra doczekała się portów na wiele konsol. Wśród nich są Xboxy: 360 i One, na konsole PlayStation 3 i 4 oraz Vita, Wii U, Switch i New Nintendo 3DS. Generalnie gra nie różni się od pierwowzoru na komputery osobiste. Wersje na konsolach posiadają tutorial oraz możliwość rozgrywki np. dla dwóch osób na jednym ekranie. Początkowo nie posiadały trybu Creative Mode (TU5) oraz Adventure Mode (TU19), które zostały dodane przez Microsoft później. W trybie Creative gracz ma możliwości konstruowania przedmiotów świata bez ograniczeń oraz możliwości latania po całym terenie mapy, natomiast w Adventure gracz nie może niszczyć ani ustawiać klocków, jednak może używać dźwigni oraz przycisków. Przeznaczony jest on do gry na przygodowych mapach skonstruowanych przez innych graczy. Został również przeprojektowany system produkcji przedmiotów oraz interfejs użytkownika, tworząc go bardziej przyjaznym dla nowych graczy. Początkowo planowano też dodać wsparcie dla Kinecta.

### Platformy mobilne
Oficjalnym portem gry na smartfony jest seria zatytułowana Minecraft: Pocket Edition. Dostępna jest na Androidzie, iOS-ie i Windows Phonie.

### Inne
20 grudnia 2012 roku został wydany oficjalny port Minecrafta na Raspberry Pi, a 19 grudnia 2016 wydano wersję Minecraft: Windows 10 Edition dostępną w sklepie Microsoft. Gra wykorzystuje usługę sieć Xbox.

## Odbiór gry
Redaktor serwisu Gry-Online chwalił przede wszystkim generator mapy, który zawsze tworzy inny świat, duży czas potrzebny do jego eksploracji oraz ogromne podziemne systemy jaskiń. Marcin Jank, recenzując grę na Polygamia.pl, zwrócił uwagę z kolei na prostotę i jednoczesną logikę całego sześciennego świata. Wojciech Gruszczyk, z portalu ppe.pl, pochwalił grę za możliwości „budowania miejsc, tworzenia elementów, kreowania świata” przez samego gracza. Scottowi Sharkeyowi, recenzentowi z portalu 1UP.com, spodobały się natomiast creepery. Minecrafta często chwalono za wciągającą rozgrywkę i możliwości, które gracz otrzymuje. Nathan Meunier dobrze ocenił system tworzenia różnych przedmiotów, który jego zdaniem stanowi integralną część świata gry. Nathan zauważył też odpowiedni balans pomiędzy budowaniem struktur i odkrywaniem świata. Recenzent określił, że produkcja wydaje się niedopracowana i skrytykował m.in. błędy oświetlenia. Anthony Gallegos pochwalił oprawę graficzną. Według niego początkowo wygląda na przestarzałą, ale ostatecznie pozostaje w pamięci. Anthony’emu nie przypadło do gustu skomplikowane tworzenie własnych serwerów i dołączanie do już dostępnych. Alec Meer uznał grę za wybitne osiągnięcie. Niezależnie od wcześniejszego doświadczenia z grami, każdy może w nią zagrać i czerpać z tego radość. Każda osoba będzie grać na swój sposób i stworzy unikatową historię.

### Sprzedaż
Gra szybko zyskała na popularności, przynosząc twórcy duże dochody. Według danych serwisu statista.com z kwietnia 2021 sprzedano ok. 238 mln egzemplarzy gry. W raporcie podano też, że liczba aktywnych graczy wynosiła ok. 141 mln. Próg miliona sprzedanych kopii na PC został przekroczony 12 stycznia 2011 roku, a próg 30 milionów graczy zarejestrowanych na oficjalnej stronie 26 maja 2012 roku.

### Nagrody
Serwis Indie DB przyznał Minecraftowi nagrody dla najlepszej niezależnej gry 2010 roku w następujących kategoriach:
- wybór internautów – gra roku;
- wybór redaktorów – najbardziej innowacyjna gra;
- najlepszy tryb jednoosobowy.

Gra zdobyła dwie nagrody Dataspelsgalan 2012: 2. miejsce w kategorii „szwedzka gra roku” oraz „casualowa gra roku”.
Redakcja czasopisma „PC Gamer UK” w 2015 roku przyznała grze 21. miejsce na liście najlepszych gier na PC.

## Wpływ na kulturę
Media społecznościowe pokroju YouTube’a, Facebooka czy Reddita odegrały znaczącą rolę w popularyzacji Minecrafta. Przeprowadzone przez Annenberską Szkołę Komunikacji na Uniwersytecie Pensylwanii badania wykazały, że jedna trzecia graczy dowiedziała się o niej przez filmiki w Internecie. W 2010 wideo związane z Minecraftem zaczęły zwiększać swój wpływ na YouTubie. Nagrania te zazwyczaj zawierały przechwycony obraz gry wraz z nałożonym głosem osoby nagrywającej, która komentuje wydarzenia na ekranie. Materiały mają zróżnicowaną tematykę. Są to poradniki, demonstracje budowli stworzonych przez graczy czy parodie innych dzieł kultury popularnej. Do maja 2012 w serwisie YouTube umieszczono ponad 4 miliony filmików związanych z Minecraftem. Niektórzy popularni komentatorzy zostali zatrudnieni w Machinimie, firmie posiadającej często oglądany rozrywkowy kanał na YouTubie. The Yogscast jest brytyjską firmą regularnie produkującą filmy związane z grą. Ich kanał osiąga miliardy wyświetleń, a ich zespół na Mineconie 2011 przyciągnął największą widownię. Inną dobrze znaną osobą jest Jordan Maron, który to stworzył wiele minecraftowych parodii, włączając w to Minecraft Style, czyli parodię międzynarodowego sukcesu południowokoreańskiego rapera PSY – Gangnam Style.
Częścią folkloru społeczności Minecrafta są opowieści o „Herobrine”, tajemniczej postaci, która ponoć pojawia się w światach graczy i buduje dziwne konstrukcje. Jednakże Mojang wyjaśnił, że Herobrine’a nigdy w Minecrafcie nie było i nie ma planów na jego dodanie.
Odniesienia do Minecrafta pojawiały się w wielu różnych produkcjach, między innymi w Torchlight II, Borderlands 2, Choplifter HD, Super Meat Boy, The Elder Scrolls V: Skyrim, The Binding of Isaac, The Stanley Parable i w FTL: Faster Than Light. Nawiązania do Minecrafta pojawiały się także w występach deadmau5. Symulacja gry została pokazana również w teledysku do piosenki G.U.Y. Lady Gagi. Wyraźnie do gry nawiązano w drugim odcinku siedemnastej serii serialu animowanego Miasteczko South Park zatytułowanym Informacyjne mordo-porno. Odcinek 7. sezonu 25. pt. Kolega Lisy serialu Simpsonowie został zainspirowany Minecraftem. Persson opublikował wtedy tweeta: „Nie jestem pewien, co z tego powodu teraz czuję”.

### Klony
Minecraft stał się inspiracją dla innych gier, jak np. FortressCraft czy Terraria. Pojawiły się też klony, takie jak aplikacja na iPhone i iPod touch zatytułowana Minecrafted, udostępniona za pośrednictwem sklepu App Store. Szybko została jednak z niego usunięta. David Frampton, projektant gry The Blockheads, powiedział, że błędem jego gry była niskiej jakości pikselowa grafika, która zbytnio przypominała tę z Minecrafta, co spowodowało niechęć ze strony fanów gry. Wydano także adaptację homebrew wersji alpha Minecrafta na Nintendo DS, o nazwie DScraft. Została ona zauważona za jej podobieństwo do oryginału, przy jednoczesnych sporych ograniczeniach systemu Nintendo.
W odpowiedzi na zakup Mojangu przez Microsoft, różni deweloperzy zapowiedzieli więcej klonów stworzonych pod konsole Nintendo, ponieważ to były jedyne główne platformy, na które nie wydano oficjalnego portu. Oto tytuły owych klonów: UCraft (Nexis Games), Cube Life: Island Survival (Cypronia), Discovery (noowanda), Battleminer (Wobbly Tooth Games), Cube Creator 3D (Big John Games) i Stone Shire (Finger Gun Games). Oficjalne wydania Minecrafta na konsole Nintendo w końcu się jednak pojawiły.

### Adaptacje
W 2012 Mojang otrzymał propozycje od hollywoodzkich producentów, który chcieli stworzyć program oparty na Minecrafcie. Jednakże studio ogłosiło stanowisko, zgodnie z którym będzie uczestniczyć w takich projektach, gdy „pojawi się dobry pomysł”. W lutym 2014 Persson ujawnił, że Mojang prowadził rozmowy z Warner Bros. nt. filmu o Minecrafcie. W październiku ogłoszono, że film jest „we wczesnych dniach produkcji”. Produkcję zapowiedziano na 24 maja 2019. Reżyserem miał być Shawn Levy, a scenariusz miał napisać Jason Fuchs. Levy wycofał się później, a na jego miejsce powołano Roba McElhenney’ego. W sierpniu 2018 McElhenney opuścił plan, a Fuchs został zastąpiony przez Aarona i Adama Nee. W wyniku tych roszad film się opóźnił. 11 stycznia 2019 zapowiedziano, że Peter Sollett napisze scenariusz i zostanie reżyserem. Ostatecznie premierę filmu zapowiedziano na 2025 rok. Reżyserem został Jared Hess, scenarzystami Allison Schroeder i Peter Sollett, a w jedną z głównych ról wcielił się Jason Momoa.
W grudniu 2012 roku wydano film dokumentalny o pracy Mojangu przy Minecrafcie. Produkcja stworzona przez 2 Player Productions nosi nazwę Minecraft: The Story of Mojang. W 2014 roku próba finansowania społecznościowego fanowskiego filmu została zamknięta przez Perssona, który nie pozwolił na użycie licencji filmowcom.

### Gadżety
Zestaw klocków Lego oparty na Minecrafcie nazwany Lego Minecraft został wydany 6 czerwca 2012 roku. Zestaw nazwany „Micro World” skupia się na domyślnej postaci gracza z gry oraz na creeperze (czyhaczu). Mojang wysłał koncepcje gadżetów Minecraft do Lego w grudniu 2011 w ramach programu Lego Cuusoo, gdzie szybko uzyskał 10 000 głosów użytkowników, pozwalając Lego na zapoznanie się z koncepcją. Lego Cuusoo zaakceptowało koncepcję w styczniu 2012 i rozpoczęło projektowanie zestawów opartych na grze. Więcej zestawów opartych na Netherze i okolicach wiosek z gry wydano 1 września 2013. Czwarty zestaw „Micro World”, Kres, wydano w czerwcu 2014. Kolejnych sześć zestawów większych minifigurek Lego stało się dostępne w listopadzie 2014.
Mojang współpracuje z Jinx, sklepem online z gadżetami z gier. Sprzedaje towar związany z Minecraftem, taki jak ubrania, piankowe kilofy czy zabawki wzorowane na kreatury z gry. Do maja 2012 zarobiono ponad milion dolarów ze sprzedaży gadżetów. Najpopularniejszymi produktami były koszulki i skarpety. W marcu 2013 Mojang podpisało umowę z Egmont Group, wydawcą książek dla dzieci. Jej wynikiem były podręczniki, jednoroczniki i magazyny.

### Minecraft Live

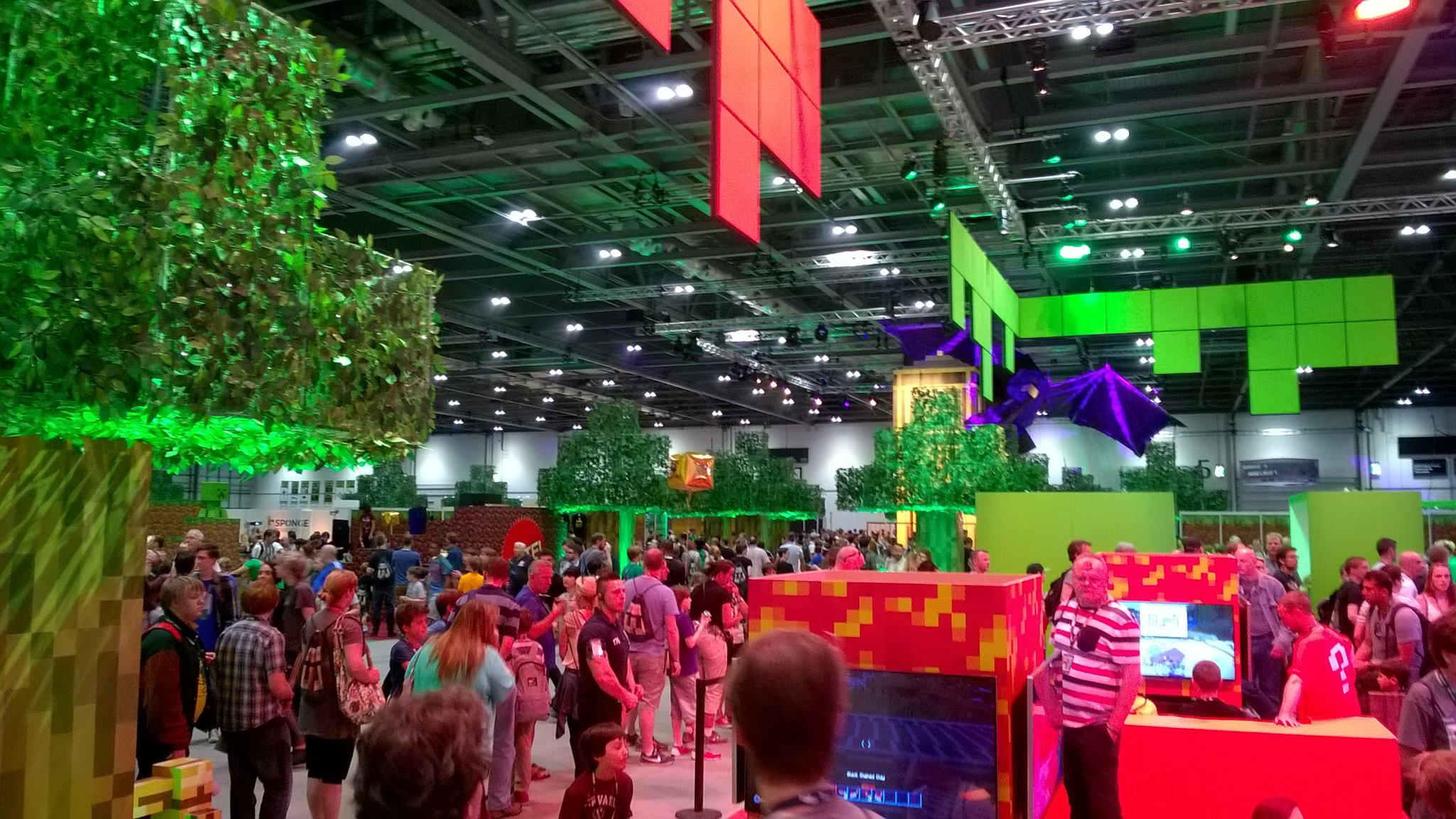
Minecon 2015

Minecraft Live (dawniej: Minecon) jest oficjalnym konwentem fanów Minecrafta. Pierwsza edycja miała miejsce w listopadzie 2011 w Mandalay Bay Resort and Casino w Las Vegas. Wszystkie 4500 biletów sprzedano do 31 października. Podczas wydarzenia miało miejsce między innymi wydanie oficjalnej wersji Minecrafta. Po Mineconie odbyło się after-party Into The Nether poprowadzone przez deadmau5. Każdy uczestnik wydarzenia otrzymał darmowe kody odblokowujące alphę gry Scrolls Mojangu oraz grę Cobalt, stworzoną przez Oxeye Game Studios. Od roku 2017, Minecon nie jest konwentem odbywającym się w określonym miejscu, lecz jest wydarzeniem na żywo, które każdy może obejrzeć. W 2020 nazwę wydarzenia zmieniono na Minecraft Live.
Od 2017 co roku odbywa się głosowanie na nowe funkcje w grze. Na oficjalnym kanale YouTube ogłaszane są trzy propozycje, na które można głosować w czasie trwania wydarzenia.